# Zanthoxylum arborescens
Zanthoxylum arborescens là một loài thực vật có hoa trong họ Cửu lý hương. Loài này được Rose miêu tả khoa học đầu tiên năm 1897.